# Río Tuichi
Der Río Tuichi ist ein linker Nebenfluss des Río Beni an den Osthängen der bolivianischen Anden in Südamerika.
Den Oberlauf des Flusses bilden verschiedene kleinere Flüsse, die ihren Ursprung in der Cordillera Apolobamba der bolivianischen Ost-Anden haben. Der Fluss und seine Quellflüsse durchfließen den Nationalpark Madidi in der Provinz Franz Tamayo und haben eine Gesamtlänge von über 300 km. Von seinem Quellpunkt aus fließt der Tuichi über 110 km in nordöstliche Richtung bis 14° 6′ S, 68° 19′ W, wendet sich dann über weitere 155 km in südöstlicher Richtung und bildet hier den Grenzfluss zwischen der Provinz Franz Tamayo und der Provinz Abel Iturralde.
Der Río Tuichi mündet nach einer Gesamtlänge von 265 km in den Río Beni, 25 km flussaufwärts südlich der Stadt Rurrenabaque. 